# René Hachette
Pour l’article homonyme, voir Hachette.
René Hachette, né à Paris le 26 mars 1886 et mort à Paris le 18 août 1940, est un homme politique français.

## Biographie

### Parcours professionnel
René Hachette est armateur.

### Parcours politique
Hachette se présente aux élections sénatoriales et est élu sénateur de l'Aisne le 10 juillet 1932, au second tour, par 688 voix contre 645. Il siège au sein de l'Union républicaine. Il participe à plusieurs commissions, dont la commission des colonies (dont il est secrétaire en 1936 et 1937), mais aussi de la margine, de la législation civile, et surtout des finances entre 1936 et 1940.
Il est réélu en 1939. Il est élu secrétaire du Sénat en 1938, 1939 et 1940. 
Il quitte son siège en 1940 lorsqu'il est nommé sous-secrétaire d'État à l'Économie nationale, le 21 mars, au sein du gouvernement Paul Reynaud. Il occupe ce poste jusqu'au 10 mai 1940. 
Il ne prend pas part au vote des pleins pouvoirs constituants à Philippe Pétain du 10 juillet 1940. Il décède quelques semaines plus tard, le 25 août 1940, à Paris.

## Sources
- « René Hachette », dans le Dictionnaire des parlementaires français (1889-1940), sous la direction de Jean Jolly, PUF, 1960 [détail de l’édition]